# Zuidelijke Vennen
De Zuidelijke Vennen is een voormalig waterschap in de provincie Groningen.
Het waterschap lag ten zuiden van Delfzijl ten zuiden van het Eemskanaal en ontstond in 1909 door de opsplitsing van het waterschap De Vennen vanwege de aanleg van de Noord-Ooster Lokaal Spoorweg. De noordgrens lag bij de IJzerweg (de spoordijk), de oostgrens bij de Rondebosch- of Riggelweerlaan, de zuidgrens iets ten zuiden van de Vennenweg en de westgrens lag bij de Loodweg en het Eemskanaal. De polder waterde af via een duiker op het Afwateringskanaal van Duurswold.
Waterstaatkundig gezien ligt het gebied sinds 2000 binnen dat van het waterschap Hunze en Aa's.